# Reserva Ecológica Apiacás
A Reserva Ecológica de Apiacás é uma reserva ecológica estadual do Estado de Mato Grosso, no Brasil.

## História
Muitas expedições passaram pelo território Apiacás, notadamente as "paranistas" nos séculos XVIII e XIX. A reserva ecológica foi criada pela lei estadual 6.464, de 22 de junho de 1994, na área denominada Arrecadação da Gleba Pontal. O objetivo foi proteger e pesquisar a flora, a fauna e as belezas naturais do local. A fundação ambiental estadual era responsável pela administração.

## Localização
A reserva fica no município de Apiacás e possui uma área de cerca de cem mil hectares O rio Teles Pires limita-a a leste e o rio Juruena a oeste. Estende-se até a confluência desses rios no norte. A reserva é uma das áreas menos estudadas do bioma Amazônia. Está interligada por uma intrincada rede de riachos nas bacias do Juruena e do Teles Pires. A reserva estaria no proposto Corredor Ecológico dos Ecótonos da Amazônia Meridional.

## Fauna
A reserva abriga várias espécies ameaçadas de extinção, incluindo o tamanduá-bandeira (Myrmecophaga tridactyla), o cachorro-do-mato (Speothos venaticus) e o gavião-tesoura (Elanoides forficatus). Um total de 193 espécies de aves foram registradas, incluindo a ameaçada Amazona kawalli (Amazona kawalli), periquito-dourado (Guaruba guarouba), o papagaio-de-bochecha-alaranjada (Pyrilia barrabandi), opapagaio-urubu (Pyrilia vulturina) e o manequim-de-coroa-dourada (Lepidothrix vilasboasi).